# Карл Фридрих Йозеф Максимилиан Август фон Фюрстенберг-Вайтра
Карл Фридрих Йозеф Максимилиан Август фон Фюрстенберг-Вайтра (на немски: Carl Friedrich Joseph Maximilian August von Fürstenberg-Weitra; * 24 април 1751, Лудвигсбург; † 1 юли 1814, Валашске Мезиржичи (Валахиш Мезерич), Моравия) е ландграф на Фюрстенберг-Вайтра в Долна Австрия.

## Произход
Той е малкият син на ландграф Лудвиг Август Егон фон Фюрстенберг-Щюлинген-Вайтра (1705 – 1759) и съпругата му графиня Мария Анна Йозефа Терезия Валбурга Фугер фон Кирхберг-Вайсенхорн (1719 – 1784), вдовица на граф Йохан Карл Фридрих фон Йотинген-Валерщайн (1715 – 1744), дъщеря на Максимилиан Йозеф Фугер фон Кирхберг-Вайсенхорн (1677 – 1751) и втората му съпруга графиня Мария Юдит Изабела Ефросина Ефемия фон Тьоринг-Йетенбах (1690 – 1755). По-големият му брат е ландграф Йоахим Егон фон Фюрстенберг-Вайтра (1749 – 1828).

## Фамилия
Първи брак: на 20 февруари 1776 г. с графиня Мария Йозефа Анна Текла фон Шаленберг (* 8 август 1748; † 10 юни 1783, Линц), вдовица на граф Михаел Гундакар фон Алтхан (1722 – 1773), дъщеря на граф Леополд Кристоф фон Шаленберг и фрайин Мария Констанция фон Гилайз. Те имат три деца:
- Йозеф Фридрих Франц де Паула Винценц фон Фюрстенберг-Вайтра (* 4 септември 1777; † 19 септември 1840), ландграф на Фюрстенберг-Вайтра, женен 1804 г. за графиня Шарлота фон Шлабрендорф (* 12 януари 1787; † 1864); няма деца
- Констанца Леополдина Франциска (* 7 април 1780; † 24 февруари 1819), омъжена 1800 г. за граф Франц Кайетан Корински († 1 септември 1840)
- Фридерика Ладислава (* 27 юли 1781, Велс; † 11 юли 1858, Брюн), омъжена на 15 януари 1816 г. в Брюн за принц Карл Густав Вилхелм фон Хоенлое-Лангенбург (* 29 август 1777; † 26 юни 1866)

Втори брак: на 12 май 1784 г. с графиня Йохана фон Циротин-Лилгенау (* 12 февруари 1771; † 20 ноември 1785), дъщеря на граф Йозеф Карел фон Циротин фрайхер фон Лилгенау (1728 – 1818) и графиня Мария Йохана фон Шратенбах (1742 – 1818). Бракът е бездетен.
Трети бтак: на 12 май 1787 г. с графиня Мария Йозефа фон Циротин-Лилгенау (* 11 февруари 1771; † 5 април 1857), дъщеря на граф Лудвиг Антон (1723 – 1808) и първата му съпруга графиня Каролина Подстатцки (1738 – 1784). Те имат децата:
- Фердинанд Лудвиг (*/† 20 април 1789)
- Лудвиг Карл Йозеф Франц (* 17 септември 1790; † 25 септември 1813, убит в Дрезден)
- Мария Филипина Нерия Юдит (* 15 януари 1792; † 18 юли 1863), омъжена на 10 април 1817 г. за граф Йохан Йозеф Шаафгоче (* 17 септември 1794; † 17 януари/октомври 1874, Брюн)
- Фридрих Михаел Йохан Йозеф (* 29 септември 1793; † 22 май 1866)
- Йохана Каролина (* 3 ноември 1795; † 30 май 1845), монахиня
- Мария Терезия (* 11 ноември 1800; † 19 ноември 1800)
- Аделхайд (* 21 май 1812, Брюн; † 17 август1874, Опатовитц), омъжена 1830 г. в Брно (Брюн) за граф Хайнрих цу Херберщайн (* 12 юни 1804; † 1 септември 1881)